# Coppa di Russia 2012 (pallavolo femminile)
La Coppa di Russia 2012 si è svolta dal 26 settembre al 23 dicembre 2012: al torneo hanno partecipato 25 squadre di club russe e la vittoria finale è andata per seconda volta alla Ženskij volejbol'nyj klub Dinamo-Kazan'.

## Regolamento
La competizione è divisa in tre fasi: nella prima fase le squadre sono divise in cinque gruppi, dai quali passano al turno successivo i 12 club provenienti dalla Superliga e le migliori quattro squadre provenienti dalle categorie inferiori; nella seconda fase le sedici formazioni qualificate vengono divise in quattro gruppi, dai quali passano al turno successivo solo le vincitrici di ogni girone; nella terza fase i club si affrontano in una final four.

## Squadre partecipanti
| - Avtodor-Metar - Chara Morin - Dinamo-Kazan - Dinamo Krasnodar - Dinamo Mosca - Enisej - Fakel | - Impul's-Sport - Indezit - Jurmaš - Leningradka - Loko-Angara - Nadežda Serpukhov | - Obninsk - Olimp Kujbyšev - Omička - Primoročka - Proton - Severstal | - Sparta - Tjumen - Ufimočka - Uraločka - Voronež - Zareč'e Odincovo |

## Torneo

### Fase preliminare
| Zona 1            | Zona 2       | Zona 3           | Zona 4         | Zona 5      |
| ----------------- | ------------ | ---------------- | -------------- | ----------- |
| Dinamo Mosca      | Dinamo-Kazan | Dinamo Krasnodar | Avtodor-Metar  | Chara Morin |
| Leningradka       | Fakel        | Impul's-Sport    | Olimp Kujbyšev | Enisej      |
| Nadežda Serpukhov | Proton       | Indezit          | Omička         | Jurmaš      |
| Obninsk           | Sparta       | Primoročka       | Tjumen         | Loko-Angara |
| Severstal         | -            | Voronež          | Ufimočka       | -           |
| Zareč'e Odincovo  | -            | -                | Uraločka       | -           |

#### Zona 1

##### Risultati
| 26 settembre 2012 , Bol'ševik Durata: - Spettatori: | Zareč'e Odincovo  | 3 - 0 | Nadežda Serpukhov | 25-15, 25-14, 25-14               |
| 26 settembre 2012 , Bol'ševik Durata: - Spettatori: | Dinamo Mosca      | 3 - 1 | Obninsk           | 25-23, 25-16, 23-25, 25-12        |
| 26 settembre 2012 , Bol'ševik Durata: - Spettatori: | Severstal         | 3 - 1 | Leningradka       | 27-25, 25-14, 21-25, 25-21        |
| 27 settembre 2012 , Bol'ševik Durata: - Spettatori: | Nadežda Serpukhov | 0 - 3 | Severstal         | 23-25, 19-25, 16-25               |
| 27 settembre 2012 , Bol'ševik Durata: - Spettatori: | Dinamo Mosca      | 3 - 1 | Zareč'e Odincovo  | 25-16, 25-17, 25-27, 25-21        |
| 27 settembre 2012 , Bol'ševik Durata: - Spettatori: | Obninsk           | 2 - 3 | Leningradka       | 20-25, 25-14, 19-25, 25-23, 9-15  |
| 28 settembre 2012 , Bol'ševik Durata: - Spettatori: | Leningradka       | 3 - 2 | Nadežda Serpukhov | 22-25, 20-25, 25-23, 25-17, 16-14 |
| 28 settembre 2012 , Bol'ševik Durata: - Spettatori: | Severstal         | 1 - 3 | Dinamo Mosca      | 19-25, 20-25, 28-26, 20-25        |
| 28 settembre 2012 , Bol'ševik Durata: - Spettatori: | Zareč'e Odincovo  | 3 - 0 | Obninsk           | 25-13, 25-15, 25-15               |
| 29 settembre 2012 , Bol'ševik Durata: - Spettatori: | Obninsk           | 0 - 3 | Nadežda Serpukhov | 23-25, 24-26, 20-25               |
| 29 settembre 2012 , Bol'ševik Durata: - Spettatori: | Dinamo Mosca      | 3 - 1 | Leningradka       | 25-8, 23-25, 25-19, 25-15         |
| 29 settembre 2012 , Bol'ševik Durata: - Spettatori: | Zareč'e Odincovo  | 3 - 0 | Severstal         | 25-18, 25-23, 25-23               |
| 30 settembre 2012 , Bol'ševik Durata: - Spettatori: | Nadežda Serpukhov | 0 - 3 | Dinamo Mosca      | 15-25, 9-25, 15-25                |
| 30 settembre 2012 , Bol'ševik Durata: - Spettatori: | Severstal         | 3 - 0 | Obninsk           | 28-26, 25-21, 25-21               |
| 30 settembre 2012 , Bol'ševik Durata: - Spettatori: | Leningradka       | 0 - 3 | Zareč'e Odincovo  | 20-25, 18-25, 18-25               |

##### Classifica
| Pos | Squadra           | Pt | G | V | P | SV | SP | Ratio | PF | PS | Ratio |
| --- | ----------------- | -- | - | - | - | -- | -- | ----- | -- | -- | ----- |
| 1   | Dinamo Mosca      | 15 | 5 | 5 | 0 | 15 | 4  | -     | -  | -  | -     |
| 2   | Zareč'e Odincovo  | 12 | 5 | 4 | 1 | 13 | 3  | -     | -  | -  | -     |
| 3   | Severstal         | 9  | 5 | 3 | 2 | 10 | 7  | -     | -  | -  | -     |
| 4   | Leningradka       | 4  | 5 | 2 | 3 | 8  | 13 | -     | -  | -  | -     |
| 5   | Nadežda Serpukhov | 4  | 5 | 1 | 4 | 5  | 12 | -     | -  | -  | -     |
| 6   | Obninsk           | 1  | 5 | 0 | 5 | 3  | 15 | -     | -  | -  | -     |

#### Zona 2

##### Risultati
| 27 settembre 2012 , Balakovo Durata: - Spettatori: | Proton       | 3 - 1 | Fakel        | 25-18, 25-23, 19-25, 25-12 |
| 27 settembre 2012 , Balakovo Durata: - Spettatori: | Dinamo-Kazan | 3 - 0 | Sparta       | 25-13, 25-11, 25-13        |
| 28 settembre 2012 , Balakovo Durata: - Spettatori: | Dinamo-Kazan | 3 - 0 | Proton       | 25-21, 25-21, 25-18        |
| 28 settembre 2012 , Balakovo Durata: - Spettatori: | Fakel        | 3 - 0 | Sparta       | 25-9, 25-21, 25-20         |
| 29 settembre 2012 , Balakovo Durata: - Spettatori: | Sparta       | 1 - 3 | Proton       | 14-25, 13-25, 25-20, 15-25 |
| 29 settembre 2012 , Balakovo Durata: - Spettatori: | Fakel        | 3 - 1 | Dinamo-Kazan | 18-25, 25-19, 25-19, 25-18 |

##### Classifica
| Pos | Squadra      | Pt | G | V | P | SV | SP | Ratio | PF | PS | Ratio |
| --- | ------------ | -- | - | - | - | -- | -- | ----- | -- | -- | ----- |
| 1   | Dinamo-Kazan | 6  | 3 | 2 | 1 | 7  | 3  | -     | -  | -  | -     |
| 2   | Fakel        | 6  | 3 | 2 | 1 | 7  | 4  | -     | -  | -  | -     |
| 3   | Proton       | 6  | 3 | 2 | 1 | 6  | 5  | -     | -  | -  | -     |
| 4   | Sparta       | 0  | 3 | 0 | 3 | 1  | 9  | -     | -  | -  | -     |

#### Zona 3

##### Risultati
| 26 settembre 2012 , Voronež Durata: - Spettatori: | Voronež          | 3 - 0 | Impul's-Sport    | 25-11, 25-20, 25-13        |
| 26 settembre 2012 , Voronež Durata: - Spettatori: | Indezit          | 3 - 1 | Primoročka       | 25-11, 21-25, 25-19, 25-16 |
| 27 settembre 2012 , Voronež Durata: - Spettatori: | Primoročka       | 1 - 3 | Voronež          | 14-25, 25-23, 12-25, 14-25 |
| 27 settembre 2012 , Voronež Durata: - Spettatori: | Dinamo Krasnodar | 3 - 0 | Indezit          | 25-21, 25-20, 25-10        |
| 28 settembre 2012 , Voronež Durata: - Spettatori: | Voronež          | 1 - 3 | Dinamo Krasnodar | 22-25, 25-21, 23-25, 12-25 |
| 28 settembre 2012 , Voronež Durata: - Spettatori: | Impul's-Sport    | 3 - 1 | Primoročka       | 25-20, 19-25, 25-16, 25-23 |
| 29 settembre 2012 , Voronež Durata: - Spettatori: | Indezit          | 0 - 3 | Voronež          | 22-25, 14-25, 20-25        |
| 29 settembre 2012 , Voronež Durata: - Spettatori: | Dinamo Krasnodar | 3 - 0 | Impul's-Sport    | 25-17, 25-14, 25-7         |
| 30 settembre 2012 , Voronež Durata: - Spettatori: | Primoročka       | 0 - 3 | Dinamo Krasnodar | 20-25, 9-25, 12-25         |
| 30 settembre 2012 , Voronež Durata: - Spettatori: | Impul's-Sport    | 0 - 3 | Indezit          | 19-25, 18-25, 11-25        |

##### Classifica
| Pos | Squadra          | Pt | G | V | P | SV | SP | Ratio | PF | PS | Ratio |
| --- | ---------------- | -- | - | - | - | -- | -- | ----- | -- | -- | ----- |
| 1   | Dinamo Krasnodar | 12 | 4 | 4 | 0 | 12 | 1  | -     | -  | -  | -     |
| 2   | Voronež          | 9  | 4 | 3 | 1 | 10 | 4  | -     | -  | -  | -     |
| 3   | Indezit          | 6  | 4 | 2 | 2 | 6  | 7  | -     | -  | -  | -     |
| 4   | Impul's-Sport    | 3  | 4 | 1 | 3 | 3  | 10 | -     | -  | -  | -     |
| 5   | Primoročka       | 0  | 4 | 0 | 4 | 3  | 12 | -     | -  | -  | -     |

#### Zona 4

##### Risultati
| 26 settembre 2012 , Ekaterinburg Durata: - Spettatori: | Uraločka       | 3 - 0 | Olimp Kujbyšev | 25-10, 25-9, 25-16                |
| 26 settembre 2012 , Ekaterinburg Durata: - Spettatori: | Tjumen         | 3 - 1 | Avtodor-Metar  | 19-25, 25-16, 25-13, 25-17        |
| 26 settembre 2012 , Ekaterinburg Durata: - Spettatori: | Omička         | 3 - 0 | Ufimočka       | 25-18, 25-23, 27-25               |
| 27 settembre 2012 , Ekaterinburg Durata: - Spettatori: | Uraločka       | 2 - 3 | Omička         | 18-25, 25-22, 16-25, 25-16, 11-15 |
| 27 settembre 2012 , Ekaterinburg Durata: - Spettatori: | Olimp Kujbyšev | 0 - 3 | Avtodor-Metar  | 21-25, 24-26, 20-25               |
| 27 settembre 2012 , Ekaterinburg Durata: - Spettatori: | Ufimočka       | 3 - 0 | Tjumen         | 25-20, 30-28, 25-21               |
| 28 settembre 2012 , Ekaterinburg Durata: - Spettatori: | Tjumen         | 3 - 1 | Uraločka       | 17-25, 28-26, 25-15, 25-19        |
| 28 settembre 2012 , Ekaterinburg Durata: - Spettatori: | Omička         | 3 - 0 | Olimp Kujbyšev | 25-18, 25-15, 25-16               |
| 28 settembre 2012 , Ekaterinburg Durata: - Spettatori: | Avtodor-Metar  | 2 - 3 | Ufimočka       | 22-25, 25-23, 25-22, 22-25, 15-17 |
| 29 settembre 2012 , Ekaterinburg Durata: - Spettatori: | Uraločka       | 3 - 0 | Avtodor-Metar  | 25-22, 25-12, 25-17               |
| 29 settembre 2012 , Ekaterinburg Durata: - Spettatori: | Omička         | 3 - 2 | Tjumen         | 14-25, 25-17, 25-21, 16-25, 15-7  |
| 29 settembre 2012 , Ekaterinburg Durata: - Spettatori: | Olimp Kujbyšev | 0 - 3 | Ufimočka       | 21-25, 13-25, 11-25               |
| 30 settembre 2012 , Ekaterinburg Durata: - Spettatori: | Avtodor-Metar  | 0 - 3 | Omička         | 23-25, 12-25, 12-25               |
| 30 settembre 2012 , Ekaterinburg Durata: - Spettatori: | Tjumen         | 3 - 0 | Olimp Kujbyšev | 25-14, 25-12, 25-17               |
| 30 settembre 2012 , Ekaterinburg Durata: - Spettatori: | Ufimočka       | 3 - 2 | Uraločka       | 25-19, 25-20, 9-25, 8-25, 15-10   |

##### Classifica
| Pos | Squadra        | Pt | G | V | P | SV | SP | Ratio | PF | PS | Ratio |
| --- | -------------- | -- | - | - | - | -- | -- | ----- | -- | -- | ----- |
| 1   | Omička         | 13 | 5 | 5 | 0 | 15 | 4  | -     | -  | -  | -     |
| 2   | Ufimočka       | 10 | 5 | 4 | 1 | 12 | 7  | -     | -  | -  | -     |
| 3   | Tjumen         | 10 | 5 | 3 | 2 | 11 | 8  | -     | -  | -  | -     |
| 4   | Uraločka       | 8  | 5 | 2 | 3 | 11 | 9  | -     | -  | -  | -     |
| 5   | Avtodor-Metar  | 4  | 5 | 1 | 4 | 6  | 12 | -     | -  | -  | -     |
| 6   | Olimp Kujbyšev | 0  | 5 | 0 | 5 | 0  | 15 | -     | -  | -  | -     |

#### Zona 5

##### Risultati
| 26 settembre 2012 , Ulan-Udė Durata: - Spettatori: | Loko-Angara | 0 - 3 | Chara Morin | 13-25, 13-25, 23-25        |
| 26 settembre 2012 , Ulan-Udė Durata: - Spettatori: | Enisej      | 3 - 0 | Jurmaš      | 25-13, 25-19, 25-22        |
| 27 settembre 2012 , Ulan-Udė Durata: - Spettatori: | Jurmaš      | 0 - 3 | Chara Morin | 25-27, 8-25, 17-25         |
| 27 settembre 2012 , Ulan-Udė Durata: - Spettatori: | Enisej      | 3 - 0 | Loko-Angara | 25-22, 25-13, 25-13        |
| 28 settembre 2012 , Ulan-Udė Durata: - Spettatori: | Loko-Angara | 0 - 3 | Jurmaš      | 14-25, 19-25, 27-29        |
| 28 settembre 2012 , Ulan-Udė Durata: - Spettatori: | Chara Morin | 3 - 1 | Enisej      | 26-24, 20-25, 25-21, 26-24 |

##### Classifica
| Pos | Squadra     | Pt | G | V | P | SV | SP | Ratio | PF | PS | Ratio |
| --- | ----------- | -- | - | - | - | -- | -- | ----- | -- | -- | ----- |
| 1   | Chara Morin | 9  | 3 | 3 | 0 | 9  | 1  | -     | -  | -  | -     |
| 2   | Enisej      | 6  | 3 | 2 | 1 | 7  | 3  | -     | -  | -  | -     |
| 3   | Jurmaš      | 3  | 3 | 1 | 2 | 3  | 6  | -     | -  | -  | -     |
| 4   | Loko-Angara | 0  | 3 | 0 | 3 | 0  | 9  | -     | -  | -  | -     |

### Fase semifinale
| Gruppo A     | Gruppo B     | Gruppo C         | Gruppo D         |
| ------------ | ------------ | ---------------- | ---------------- |
| Chara Morin  | Dinamo Mosca | Avtodor-Metar    | Dinamo Krasnodar |
| Dinamo-Kazan | Proton       | Leningradka      | Enisej           |
| Fakel        | Severstal    | Uraločka         | Omička           |
| Tjumen       | Voronež      | Zareč'e Odincovo | Ufimočka         |

#### Gruppo A

##### Risultati
| 26 novembre 2012 , Ulan-Udė Durata: - Spettatori: | Dinamo-Kazan | 3 - 0 | Chara Morin  | 25-14, 25-20, 25-20 |
| 26 novembre 2012 , Ulan-Udė Durata: - Spettatori: | Fakel        | 0 - 3 | Tjumen       | 6-25, 16-25, 15-25  |
| 27 novembre 2012 , Ulan-Udė Durata: - Spettatori: | Chara Morin  | 3 - 0 | Tjumen       | 25-12, 25-18, 25-16 |
| 27 novembre 2012 , Ulan-Udė Durata: - Spettatori: | Dinamo-Kazan | 3 - 0 | Fakel        | 25-6, 25-2, 25-5    |
| 28 novembre 2012 , Ulan-Udė Durata: - Spettatori: | Fakel        | 0 - 3 | Chara Morin  | 5-25, 6-25, 5-25    |
| 28 novembre 2012 , Ulan-Udė Durata: - Spettatori: | Tjumen       | 0 - 3 | Dinamo-Kazan | 16-25, 9-25, 16-25  |

##### Classifica
| Pos | Squadra      | Pt | G | V | P | SV | SP | Ratio | PF | PS | Ratio |
| --- | ------------ | -- | - | - | - | -- | -- | ----- | -- | -- | ----- |
| 1   | Dinamo-Kazan | 9  | 3 | 3 | 0 | 9  | 0  | -     | -  | -  | -     |
| 2   | Chara Morin  | 6  | 3 | 2 | 1 | 6  | 3  | -     | -  | -  | -     |
| 3   | Tjumen       | 3  | 3 | 1 | 2 | 3  | 6  | -     | -  | -  | -     |
| 4   | Fakel        | 0  | 3 | 0 | 3 | 0  | 9  | -     | -  | -  | -     |

#### Gruppo B

##### Risultati
| 26 novembre 2012 , Voronež Durata: - Spettatori: | Dinamo Mosca | 3 - 2 | Voronež      | 25-9, 25-11, 22-25, 24-26, 15-5 |
| 26 novembre 2012 , Voronež Durata: - Spettatori: | Proton       | 3 - 1 | Severstal    | 26-28, 25-23, 25-14, 29-27      |
| 27 novembre 2012 , Voronež Durata: - Spettatori: | Voronež      | 0 - 3 | Severstal    | 18-25, 22-25, 20-25             |
| 27 novembre 2012 , Voronež Durata: - Spettatori: | Dinamo Mosca | 3 - 0 | Proton       | 25-12, 25-16, 25-20             |
| 28 novembre 2012 , Voronež Durata: - Spettatori: | Proton       | 3 - 1 | Voronež      | 25-17, 23-25, 25-22, 25-18      |
| 28 novembre 2012 , Voronež Durata: - Spettatori: | Severstal    | 0 - 3 | Dinamo Mosca | 21-25, 16-25, 23-25             |

##### Classifica
| Pos | Squadra      | Pt | G | V | P | SV | SP | Ratio | PF | PS | Ratio |
| --- | ------------ | -- | - | - | - | -- | -- | ----- | -- | -- | ----- |
| 1   | Dinamo Mosca | 8  | 3 | 3 | 0 | 9  | 2  | -     | -  | -  | -     |
| 2   | Proton       | 6  | 3 | 2 | 1 | 6  | 5  | -     | -  | -  | -     |
| 3   | Severstal    | 3  | 3 | 1 | 2 | 4  | 6  | -     | -  | -  | -     |
| 4   | Voronež      | 1  | 3 | 0 | 3 | 3  | 9  | -     | -  | -  | -     |

#### Gruppo C

##### Risultati
| 26 novembre 2012 , San Pietroburgo Durata: - Spettatori: | Uraločka         | 1 - 3 | Leningradka      | 17-25, 25-23, 20-25, 13-25 |
| 26 novembre 2012 , San Pietroburgo Durata: - Spettatori: | Zareč'e Odincovo | 3 - 0 | Avtodor-Metar    | 25-15, 25-9, 25-18         |
| 27 novembre 2012 , San Pietroburgo Durata: - Spettatori: | Leningradka      | 3 - 1 | Avtodor-Metar    | 25-17, 23-25, 25-19, 25-21 |
| 27 novembre 2012 , San Pietroburgo Durata: - Spettatori: | Uraločka         | 1 - 3 | Zareč'e Odincovo | 25-23, 18-25, 18-25, 27-29 |
| 28 novembre 2012 , San Pietroburgo Durata: - Spettatori: | Zareč'e Odincovo | 3 - 0 | Leningradka      | 25-18, 25-9, 25-19         |
| 28 novembre 2012 , San Pietroburgo Durata: - Spettatori: | Avtodor-Metar    | 1 - 3 | Uraločka         | 17-25, 25-18, 19-25, 9-25  |

##### Classifica
| Pos | Squadra          | Pt | G | V | P | SV | SP | Ratio | PF | PS | Ratio |
| --- | ---------------- | -- | - | - | - | -- | -- | ----- | -- | -- | ----- |
| 1   | Zareč'e Odincovo | 9  | 3 | 3 | 0 | 9  | 1  | -     | -  | -  | -     |
| 2   | Leningradka      | 6  | 3 | 2 | 1 | 6  | 5  | -     | -  | -  | -     |
| 3   | Uraločka         | 3  | 3 | 1 | 2 | 6  | 7  | -     | -  | -  | -     |
| 4   | Avtodor-Metar    | 0  | 3 | 0 | 3 | 2  | 9  | -     | -  | -  | -     |

#### Gruppo D

##### Risultati
| 26 novembre 2012 , Krasnojarsk Durata: - Spettatori: | Omička           | 3 - 2 | Enisej           | 22-25, 20-25, 25-20, 25-16, 18-16 |
| 26 novembre 2012 , Krasnojarsk Durata: - Spettatori: | Dinamo Krasnodar | 3 - 0 | Ufimočka         | 26-24, 25-18, 26-24               |
| 27 novembre 2012 , Krasnojarsk Durata: - Spettatori: | Enisej           | 0 - 3 | Ufimočka         | 18-25, 28-30, 16-25               |
| 27 novembre 2012 , Krasnojarsk Durata: - Spettatori: | Omička           | 1 - 3 | Dinamo Krasnodar | 15-25, 26-24, 17-25, 24-26        |
| 28 novembre 2012 , Krasnojarsk Durata: - Spettatori: | Ufimočka         | 2 - 3 | Omička           | 25-17, 25-23, 23-25, 18-25, 11-15 |
| 28 novembre 2012 , Krasnojarsk Durata: - Spettatori: | Dinamo Krasnodar | 3 - 0 | Enisej           | 25-20, 25-12, 25-15               |

##### Classifica
| Pos | Squadra          | Pt | G | V | P | SV | SP | Ratio | PF | PS | Ratio |
| --- | ---------------- | -- | - | - | - | -- | -- | ----- | -- | -- | ----- |
| 1   | Dinamo Krasnodar | 9  | 3 | 3 | 0 | 9  | 1  | -     | -  | -  | -     |
| 2   | Omička           | 4  | 3 | 2 | 1 | 7  | 7  | -     | -  | -  | -     |
| 3   | Ufimočka         | 4  | 3 | 1 | 2 | 5  | 6  | -     | -  | -  | -     |
| 4   | Enisej           | 1  | 3 | 0 | 3 | 2  | 9  | -     | -  | -  | -     |

### Final Four
|  | Semifinali       | Semifinali       | Semifinali   |              |              | 1º/2º posto      | 1º/2º posto      | 1º/2º posto |  |
|  |                  |                  |              |              |              |                  |                  |             |  |
|  | Dinamo-Kazan     | Dinamo-Kazan     | 3            |              |              |                  |                  |             |  |
|  | Dinamo-Kazan     | Dinamo-Kazan     | 3            |              |              |                  |                  |             |  |
|  | Zareč'e Odincovo | Zareč'e Odincovo | 0            |              |              |                  |                  |             |  |
|  | Zareč'e Odincovo | Zareč'e Odincovo | 0            |              | Dinamo-Kazan | Dinamo-Kazan     | 3                |             |  |
|  |                  |                  |              |              | Dinamo-Kazan | Dinamo-Kazan     | 3                |             |  |
|  |                  |                  | Dinamo Mosca | Dinamo Mosca | 0            |                  |                  |             |  |
|  | Dinamo Krasnodar | Dinamo Krasnodar | Dinamo Mosca | Dinamo Mosca | 0            | 1                |                  |             |  |
|  | Dinamo Krasnodar | Dinamo Krasnodar |              |              |              | 1                |                  |             |  |
|  | Dinamo Mosca     | Dinamo Mosca     | 3            |              |              | 3º/4º posto      | 3º/4º posto      | 3º/4º posto |  |
|  | Dinamo Mosca     | Dinamo Mosca     | 3            |              |              |                  |                  |             |  |
|  |                  |                  |              |              |              |                  |                  |             |  |
|  |                  |                  |              |              |              | Dinamo Krasnodar | Dinamo Krasnodar | 3           |  |
|  |                  |                  |              |              |              | Dinamo Krasnodar | Dinamo Krasnodar | 3           |  |
|  |                  |                  |              |              |              | Zareč'e Odincovo | Zareč'e Odincovo | 0           |  |

#### Semifinali
| 22 dicembre 2012 Sportkompleks Olimp, Krasnodar Durata: - Spettatori: | Dinamo-Kazan     | 3 - 0 | Zareč'e Odincovo | 25-16, 25-22, 25-17        |
| 22 dicembre 2012 Sportkompleks Olimp, Krasnodar Durata: - Spettatori: | Dinamo Krasnodar | 1 - 3 | Dinamo Mosca     | 23-25, 17-25, 25-23, 17-25 |

#### Finale 3º posto
| 23 dicembre 2012 Sportkompleks Olimp, Krasnodar Durata: - Spettatori: | Dinamo Krasnodar | 3 - 0 | Zareč'e Odincovo | 25-23, 25-21, 25-17 |

#### Finale
| 23 dicembre 2012 Sportkompleks Olimp, Krasnodar Durata: - Spettatori: | Dinamo Mosca | 0 - 3 | Dinamo-Kazan | 15-25, 17-25, 21-25 |

## Premi individuali
| Premio                | Giocatore         | Squadra          |
| --------------------- | ----------------- | ---------------- |
| MVP                   | Lesja Machno      | Dinamo-Kazan     |
| Miglior attaccante    | Ekaterina Gamova  | Dinamo-Kazan     |
| Miglior muro          | Marija Borodakova | Dinamo-Kazan     |
| Miglior servizio      | Destinee Hooker   | Dinamo Krasnodar |
| Miglior palleggiatore | Evgenija Starceva | Dinamo-Kazan     |
| Migliore libero       | Elena Ežova       | Dinamo Krasnodar |